# Gammel Orehoved
Gammel Orehoved er en tidligere by, der lå tæt ved Orehoved skov på det nordligste Falster ud til Vålse Vig. Byen hørte under som hører under Orenæs.
Ved etableringen af jernbanen Sydbanen i 1872 opstod Orehoved omkring en kilometer øst for Gammel Orehoved. Herved mistede Gammel Orehoved sin betydning og størstedelen af byen blev senere revet ned.